# Sanmu

Sanmu (山武市 Sanmu-shi?), este un municipiu din Japonia, prefectura Chiba.